# Strumigenys emmae

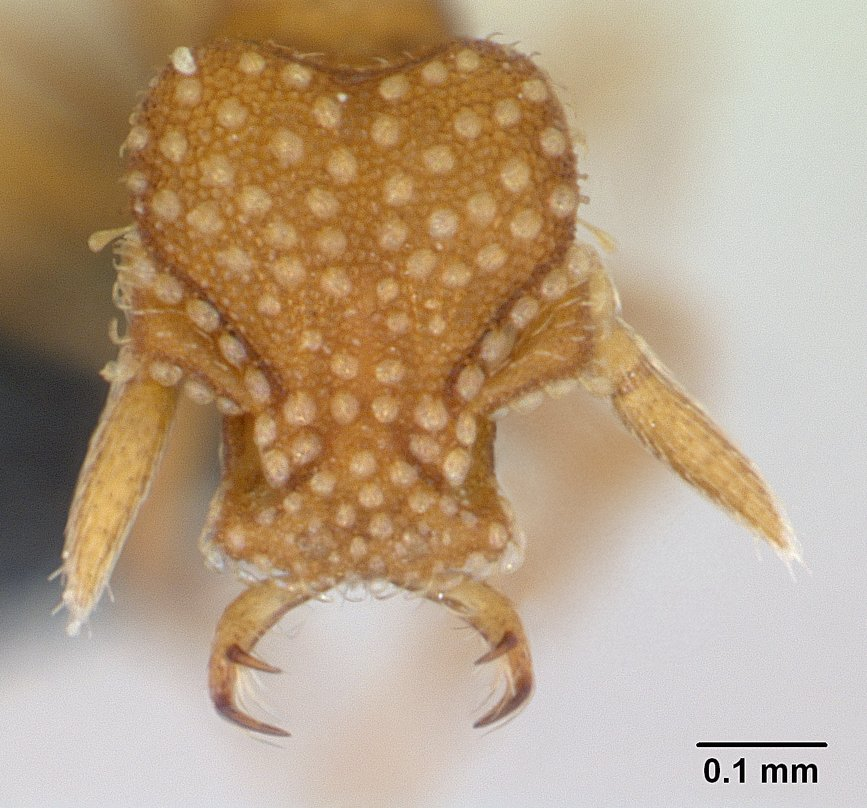

Strumigenys emmae (лат.) — вид мелких муравьёв трибы Attini (ранее в Dacetini, подсемейство Myrmicinae).

## Распространение
Австралия и Океания (Гавайские острова, Новая Каледония, Самоа, Тонга и другие), Азия (Индия, Индонезия, Йемен, Малайзия, Новая Гвинея, Сингапур, Тайвань, Филиппины, Япония), Африка (Гана, Экваториальная Гвинея), Мадагаскар, Южная Америка (Бразилия, Венесуэла, Галапагосские острова), Центральная Америка (Коста-Рика, Куба, Панама и другие), Северная Америка (Флорида, США).
Случайно был завезён в оранжереи Европы, включая Великобританию, Польшу.

## Описание
Мелкие муравьи, но несмотря на мелкий размер (1,5—1,9 мм) этот вид стал одним из самых широко расселившихся представителей среди почти тысячи видов трибы Dacetini. Происходящий из Австралийского региона, стал пантропическим, с помощью человеческой торговли распространился почти на всех материках (кроме Европы и Антарктиды). Как и другие виды рода Strumigenys охотится на мелких почвенных членистоногих, прежде всего на коллембол. Жвалы вытянутые с двумя апикальными зубцами. Стебелёк между грудкой и брюшком состоит из двух члеников: петиолюса и постпетиолюса (последний четко отделен от брюшка), жало развито, куколки голые (без кокона). Семьи малочисленные, включают 1 матку и от 14 до 42 рабочих особей.

## Систематика
Вид был описан в 1890 году итальянским энтомологом Карлом Эмери и назван в честь Эммы Форель (Emma Forel (Steinheil) супруги Огюста Фореля) в составе рода Epitritus. В 1949 году Уильям Браун на основании уникального признака строения антенн (они состоят только из 4 члеников) включил его в состав нового рода Quadristruma (Brown, 1949), а в 1999 году Б. Болтон после обширной родовой синонимизации (Bolton, 1999) включил его в состав рода Strumigenys. Включён в состав видовой группы emmae species group (вместе с S. bibis, S. anchis, S. miniteras, S. pnyxia, S. radix, S. sutrix.